# Quilombo Retiro
O Quilombo Retiro é uma comunidade remanescente de quilombo certificada pela Fundação Cultural Palmares, que está localizada na cidade de Santa Leopoldina. Também conhecido como Retiro, Retiro do Mangaraí ou Cachoeira do Retiro.

## História documentada
O Quilombo Retiro recebeu sua certificação por meio da portaria nº 39 de 29 de setembro de 2005, emitida pela Fundação Palmares e publicada no DOU.  A comunidade possui escritura pública de compra e venda, datando de 04 de setembro de 1892, em nome de Benvindo Pereira dos Anjos.
Segundo estudos realizados pelo antropólogo Osvaldo Martins de Oliveira, a área hoje conhecida como Retiro foi adquirida por Benvindo Pereira dos Anjos em 1912. Antes disso, porém, em 1892, Benvindo já havia registrado em seu nome outra área, conhecida como Conceição. Natural de Angola e casado com Maria Pereira das Neves, Benvindo teria morrido em 1919 e legado as duas áreas a seus descendentes.
A partir da década de 1960, a área total do quilombo foi sendo reduzida por ameaças violentas dos fazendeiros e subterfúgios de comerciantes (dívidas contraídas e apoio da polícia da época levaram à expulsão). Apenas em 1985, a comunidade conseguiu providenciar as escrituras das terras com auxílio do Sindicato dos Trabalhadores Rurais. E, em 1991, ocorreu a criação da Associação dos Herdeiros do Benvindo Pereira dos Anjos (AHBPA).
Hoje o quilombo ocupa cerca de 160 hectares na zona rural do município, para as 77 famílias que habitam a comunidade (dados de 31.05.2021), que solicitavam a titulação de 519,5160 hectares, por meio do processo de n° 54340.000528/2004-99, aberto em  2004. A reivindicação de reconhecimento junto à Fundação Cultural Palmares (FCP) foi embasada por relatório que derivou de pesquisa realizada junto ao Programa de Pós-Graduação em Antropologia e Ciência Política da Universidade Federal Fluminense (PPGCP/UFF).
Atualmente, a Prefeitura Municipal de Santa Leopoldina dispende à comunidade apenas a manutenção de uma escola primária, o serviço de coleta semanal de lixo, e recursos esporádicos para a Banda de Congo Unidos do Retiro.
Em 2012, o Instituto Nacional de Colonização e Reforma Agrária (INCRA) foi imitido na posse de 121 hectares dentro do território titulado como Remanescente de Comunidade Quilombola, onde residem dezenas de famílias que vivem de atividades agrícolas.

## Banda de Congo Unidos do Retiro

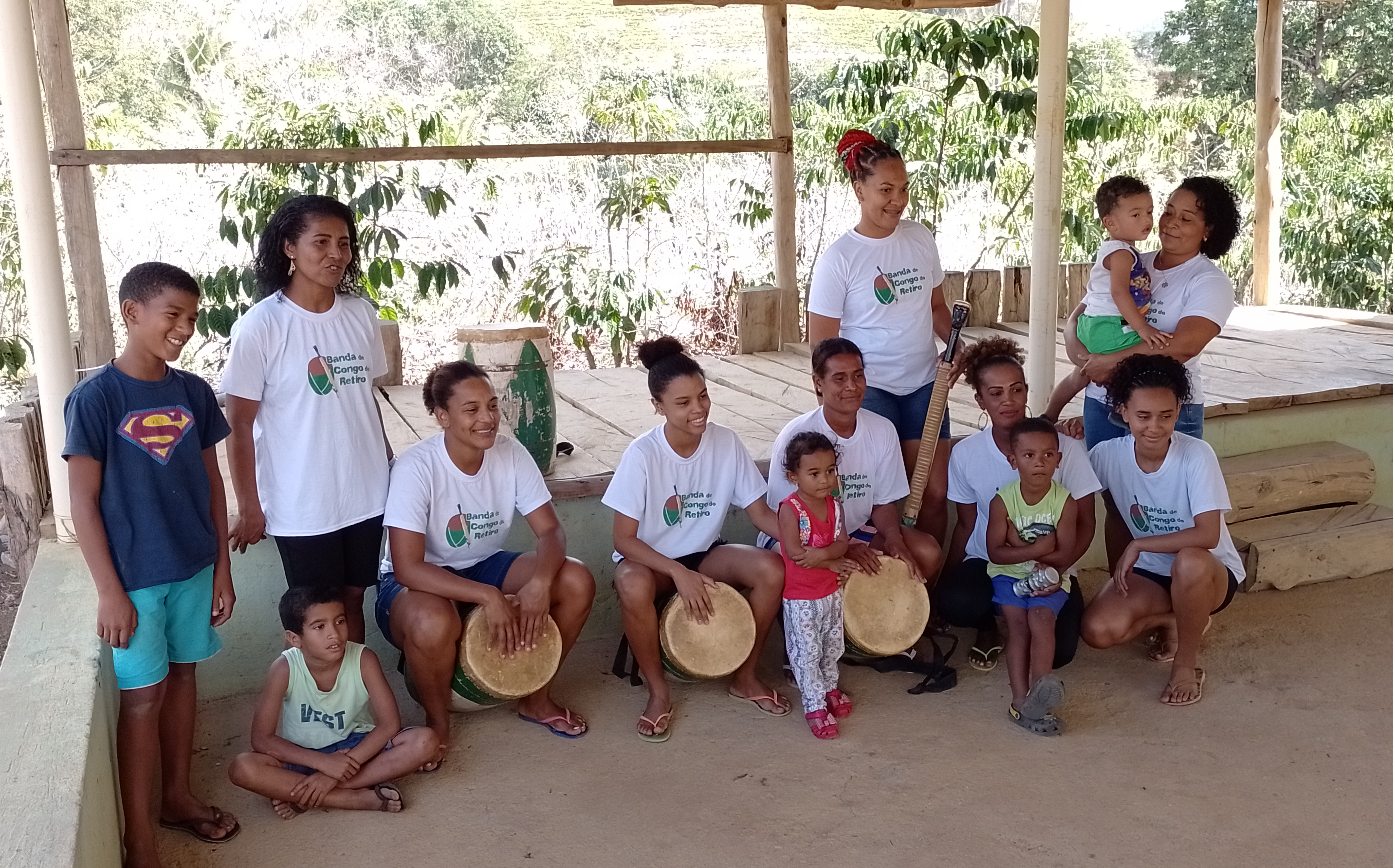
Banda de Congo Unidos do Retiro (faltam alguns integrantes) apresentando-se durante o WikiOcupa Santa Leopoldina - Comunidade Quilombola do Retiro - 2022.

A dança do Congo do Estado do Espírito Santo é semelhante ao que se conhece em outras regiões do Brasil como “congado”, “congada” ou “reinado”. Essa dança é parte de tradição de uma região da África, ensinada pelos antepassados descendentes de africanos, e implantada na região de Santa Leopoldina ainda no tempo da escravidão. Com as ameaças e subterfúgios para a redução das terras do quilombo e expulsão dos habitantes, na década de 1960, o Congo deixou de ser dançado. Em 1991, quando foi criada a Associação dos Herdeiros do Benvindo Pereira dos Anjos (AHBPA), também foi criada a Banda de Congo Unidos do Retiro para que as tradições fossem retomadas. O Congo voltou a ser dançado para São Benedito, todo dia 26 de dezembro, e São Sebastião, todo dia 20 de janeiro.
No dia de São Benedito, a banda reúne seus instrumentos e seus membros, um cortejo sai do Centro Comunitário e vai até a Praça do Centro Comunitário, onde é fincado o mastro e hasteada a bandeira de São Benedito. Lá várias músicas são cantadas e dançadas em homenagem ao padroeiro do congo e protetor do grupo (São Benedito). Toda a celebração dura cerca de uma hora e meia. No dia de São Sebastião, é realizada nova celebração para a retirada do mastro, com rezas para São Benedito, São Sebastião e Nossa Senhora Aparecida. O cortejo leva o mastro até a casa do(a) descendente mais velho(a) de Jorge Benvindo.